# بديع أبو شقرا
بديع أبو شقرا (7 مارس 1976-)، ممثل وكاتب لبناني يحمل الجنسية الكندية 

## حياته
ولد في جبل لبنان، وهو شقيق المطربة حنين أبو شقرا، ولديه شقيق آخر اسمه بيان أبو شقرا أنهى دراسته الثانوية في عام 1994، ثم درس التمثيل في الجامعة اللبنانية وتخرج منها في عام 1998، درس ماجستير إدارة أعمال في إحدى جامعات مدينة كيبك الكندية، ثم التحق بمعهد "Actors Work Shop" عام 2000 في الولايات المتحدة الأمريكية وتخرج منه في عام 2004. عضو في الحزب الليبرالي الكندي، في لبنان، شارك في المظاهرات التي حصلت في بيروت في عام 2015، والتي حملت شعار «طلعت ريحتكم».

### حياته الأسرية
تزوج من سيدة كندية من أصول لبنانية، لديه منها ثلاثة أطفال، فتاة اسمها ميان وولدان اسمهما جود ونيل حيث تنقل بين الولايات المتحدة وكندا

## مشواره المهني
انطلاقته كانت عام 1997 في مسلسل طالبين القرب مع المخرج مروان نجار
قام بديع بتمثيل عدد من البرامج التلفزيونية اللبنانية، من ضمنها مسلسل لمحة حب  الذي حقق نجاحا على المؤسسة اللبنانية للإرسال في عام 2003.

### دعمه لقضايا المرأة قضية المرأة من خلال
- شارك في حملة «كفى عنف، كفى استغلال» في عام 2011 المناهضة للعنف ضد المرأة.
- في مسيرة رجال يلبسون أحذية نسائية بكعب عالي لمناهضة العنف ضد المرأة تحت شعار «سر ميلاً واحداً بحذائها Walk a Mile in her Shoes» وذلك في السابع والعشرين من شهر نيسان/ أبريل عام 2015.

### مشاركته في رقص النجوم
عام 2017 شارك في برنامج رقص النجوم "Dancing With The Stars" " مع التونسية ريم السعيدي وحاز على المركز الأول 

### الغناء
في نوفمبر 2020 طرح أغنية وطنية بعنوان “ساحة الشهداء” من كلمات وألحان أنطوني من فرقة أدونيس والتصميم والرسوم المتحركة من قبل سامر مغبغب ومن إنتاج زينة حداد

## أعماله

### مسلسلات
- (1997):طالبين القرب
- (2002):لمحة حب
- (2003):زمن الأوغاد
- (2008): ابني
- (2008): جود
- (2009): شيء من القوة
- (2009): رياح الثورة
- (2011): جنى العمر [8]
- (2012):الغالبون ج2
- (2012): لولا الحب
- (2013): شوارع الذل
- (2013): الرؤية الثالثة
- (2016):مش أنا
- (2017):لآخر نفس
- (2018):ومشيت
- (2019):إنتي مين
- (2019):بيروت واو 4
- (2019): بردانة أنا
- (2019): بالقلب
- (2020):العميد
- (2020):من الآخر
- (2020):فكسر[9]
- (2021): خرزة زرقا
- (2021):للموت.
- (2021): راحوا
- (2021):البريئة
- (2021): 8 أيام
- (2022):للموت 2.
- (2022):ستيليتو.
- (2024):ع أمل.
- (2025): بالدم

### في السينما
- (2003):أحبيني
- (2007):أرض الطف
- (2009):رصاصة طايشة
- (2011): تاكسي البلد
- (2012): toronto film estival”
- (2015):يلا عقبالكن
- (2016):يلا عقبالكن شباب
- (2020): المفاتيح المتكسرة[10]

### في المسرح
- (2000): كبسة زر
- (2012): Systematical[11]
- (2015): فينوس.
- (2015): بنت الجبل.
- (2017): ابن بطوطة.
- (2017): كلكن سوا.
- (2018): قراءة ممسرحة لمختارات من كتب الروائي الفرنكوني إسكندر نجار في ترجمة عربية من من ثلاثة كتب له: «ميموزا»، «صمت التينور» و «مدرسة الحرب»[12]
- (2018): كاس ومتراس[13]
- (2019):untold
- (2024):شارع الحمرا [14]
- (2025):فينوس [15]

### مسرحيات قدمها في الإغتراب
- مواسم الهجرة إلى الغرب” [16]
- ”yes or no”
- ”exit strategy”
- ”last fifteen minutes”
- body thirteen”
- “ Arabic spring”the History Channel’s Zero Hour
- off-camera actor in the CBC’s Little Mosque on the Prairi [17]

### في التأليف
- (2001): ديوان شعر «الرجل الذي رقص».
- (2005): رواية «اعتزلت الحياة في الرابعة»
- (2014):«اليوم السابع»
- (2014): رواية «نفس»

### تقديم البرامج
- (2004): جار القمر بمشاركة نورما نعوم على قناة فن[18]

### رسوم متحركة
- (يوغي يو!): جوي ويلر
- (أبطال النينجا):ليوناردو

## جوائز
- (2002): جائزة الموريكس دور كأفضل ممثل  لبنان
- (2018): جائزة مهرجان بياف كأفضل ممثل  لبنان

## روابط خارجية
- بديع أبو شقرا على موقع IMDb (الإنجليزية)
- بديع أبو شقرا على موقع روتن توميتوز (الإنجليزية)
- بديع أبو شقرا على موقع قاعدة بيانات الأفلام العربية
- بديع أبو شقرا على موقع ألو سيني (الفرنسية)